# Chirurgische Exploration
Eine chirurgische Exploration bedeutet, bei Hinweisen auf eine (ausreichend schwere) Erkrankung notfallmäßig das vermutete Gebiet direkt zu untersuchen, indem es durch Hautschnitt und Präparation der bedeckenden Schichten freigelegt wird und dadurch direkt durch Inspektion (Ansehen) oder Palpation (Betasten) untersucht wird. Damit steht der Begriff in einem Widerspruch zur sonstigen Bedeutung des Wortes Exploration in der Medizin.
Die chirurgische Exploration findet besonders ihre Anwendung in Notfallsituationen, z. B. bei
- akutes Abdomen
- akutes Skrotum
- innere Blutung

Im Einzelfall müssen Risiken und Nutzen meist sehr rasch entschieden werden. Insbesondere ist vor dem operativen Eingriff zu bedenken, ob die Klärung auch durch weniger invasive Untersuchungen möglich ist, z. B. durch Endoskopie oder Computertomographie.